# Fogás de Tordera
Fogás de la Selva  (en catalán y oficialmente Fogars de la Selva) es un municipio español de la comarca de La Selva, en la provincia de Barcelona, comunidad autónoma de Cataluña.
El municipio figuró con otros nombres oficiales en censos anteriores: Fogás y Ramino (1842), Fogás de Tordera (1857-1981), Fogars de Tordera (1991). Desde 2001 el nombre oficial es Fogars de la Selva, conforme al acuerdo del Pleno del Ayuntamiento de la localidad de 20 de octubre de 1997 de iniciar los trámites para el cambio de nombre, aprobado finalmente por resolución de 8 de junio de 1998 del Departamento de Gobernación. Está formado por dos parroquias: San Cebrián de Fogás y San Andrés de Ramió.

## Demografía
Fogás de Tordera cuenta con una población de 1680 habitantes (INE 2024).
| Gráfica de evolución demográfica de Fogás de Tordera entre 1842 y 2021 |
| |
| Población de derecho según los censos de población del INE. Población de hecho según los censos de población del INE.En este censo se denominaba Fogás y Ramino: 1842. En estos censos se denominaba Fogás de Tordera: 1857, 1860, 1877, 1887, 1897, 1900, 1910, 1920, 1930, 1940, 1950, 1960, 1970 y 1981. En este censo se denominaba Fogars de Tordera: 1991. |

## Administración
| Periodo   | Nombre                 | Partido |
| --------- | ---------------------- | ------- |
| 1979-1983 | Josep Vilá Camps       |         |
| 1983-1987 | Josep Vilá Camps       |         |
| 1987-1991 | Josep Vilá Camps       |         |
| 1991-1995 | Josep Vilá Camps       |         |
| 1995-1999 | Josep Vilá Camps       |         |
| 1999-2003 | Josep Vilá Camps       |         |
| 2003-2007 | Josep Vilá Camps       |         |
| 2007-2011 | Josep Vilá Camps       |         |
| 2011-2015 | Josep Vilá Camps       |         |
| 2015-2019 | Josep Vilá Camps Camps | IF      |
| 2019-2023 | Josep Vilà Camps       | IF      |
| 2023-act. | Josep Vilà Camps       | IF      |

### Evolución de la deuda viva
El concepto de deuda viva contempla solo las deudas con cajas y bancos relativas a créditos financieros, valores de renta fija y préstamos o créditos transferidos a terceros, excluyéndose, por tanto, la deuda comercial.
| Gráfica de evolución de la deuda viva del ayuntamiento entre 2008 y 2014                             |
| |
| Deuda viva del ayuntamiento en miles de Euros según datos del Ministerio de Hacienda y Ad. Públicas. |

La deuda viva municipal por habitante en 2014 ascendía a 749,10 €.

## Economía
Agricultura de regadío, ganadería y avicultura.

## Historia
La iglesia de San Cebrián aparece documentada por primera vez en 922 con el nombre Sant Cypriani et Santa Justa in villa Falgars.

## Lugares de interés
- Iglesia de San Cebrián
- Iglesia de San Andrés de Ramió, de estilo románico modificado.
- Ermita de la Virgen de la Sierra, de origen románico.
- El Molinot (Valle de Ramió) :Centro de Sensibilización y Agroecología "El Vergel de las Hadas"

## Curiosidades
De la misma manera que municipios catalanes como Viladrau o Vidrá, en Osona, este municipio tiene una particularidad administrativa: pertenecer a una provincia diferente de la de la mayoría de los municipios de su comarca, ya que, aunque Fogás de Tordera es un municipio de la Selva, pertenece a la provincia de Barcelona.